# Landgericht Wimpfen
Das Landgericht Wimpfen war ein Landgericht im Großherzogtum Hessen mit Sitz in der Stadt Wimpfen (heute: Bad Wimpfen im Landkreis Heilbronn in Baden-Württemberg).

## Gründung
Ab 1821 trennte das Großherzogtum Hessen auch auf unterer Ebene Rechtsprechung und Verwaltung. Für die Verwaltung wurden Landratsbezirke geschaffen, die erstinstanzliche Rechtsprechung Landgerichten übertragen. 
 Der Landratsbezirk Wimpfen erhielt die Zuständigkeit für die Verwaltung der gleichzeitig aufgelösten Ämter Wimpfen und Kürnbach. Das Landgericht Wimpfen übernahm im gleichen Bereich die zuvor durch die Ämter wahrgenommenen Aufgaben der Rechtsprechung.

## Bezirk
Der Gerichtsbezirk umfasste:
| Gemeinde       | Herkunft     | Zugang | Abgang | Nach                |
| -------------- | ------------ | ------ | ------ | ------------------- |
| Hohenstadt     | Amt Wimpfen  | 1821   | 1879   | Amtsgericht Wimpfen |
| Kürnbach       | Amt Kürnbach | 1821   | 1879   | Amtsgericht Wimpfen |
| Wimpfen        | Amt Wimpfen  | 1821   | 1879   | Amtsgericht Wimpfen |
| Wimpfen im Tal | Amt Wimpfen  | 1821   | 1879   | Amtsgericht Wimpfen |

Sowohl der geringe Umfang des Gerichtsbezirks als auch dessen stabiler Bestand über den gesamten Zeitraum, in dem es Landgerichte als erstinstanzliche Gerichte im Großherzogtum Hessen gab, erklärt sich einzig aus dessen isolierter Lage als Exklave inmitten badischen und württembergischen Gebiets.

## Ende
Mit dem Gerichtsverfassungsgesetz von 1877 wurden Organisation und Bezeichnungen der Gerichte reichsweit vereinheitlicht. Zum 1. Oktober 1879 hob das Großherzogtum Hessen deshalb die Landgerichte auf. Funktional ersetzt wurden sie durch Amtsgerichte. So ersetzte das Amtsgericht Wimpfen das Landgericht Wimpfen. „Landgerichte“ nannten sich nun die den Amtsgerichten direkt übergeordneten Obergerichte. Das Amtsgericht Wimpfen war dem Bezirk des Landgerichts Darmstadt zugeordnet.

## Richter
- 1821–1832 Franz Joseph Anselm Weiland[4]
- 1833–1852 Friedrich Heinrich Leopold Eigenbrodt[5]
- 1853–1869 Konrad Heyer[6]
- 1869–1878 Franz Carl Wilhelm Cessner[7]
- 1878–1879 Friedrich Jakob Hirsch[8]